# Landesbetriebssportverband
Die deutschen Landesbetriebssportverbände sind Vereine, die in ihren jeweiligen Regionen Wettkämpfe und Sportbetrieb der Betriebssportgruppen organisieren. Ihr Dachverband ist der Deutsche Betriebssportverband e.V. (DBSV).

## Landesverbände in Deutschland
- Bayerischer Betriebssport-Verband e.V.
- Betriebssportverband Berlin-Brandenburg e.V.
- Landesbetriebssportverband Bremen e.V.
- Betriebssportverband Hamburg e.V.
- Betriebssport-Verband Hessen e.V.
- Betriebssportverband Mittelrhein e.V.
- Betriebssportverband Niederrhein e.V.
- Landesbetriebssportverband Niedersachsen e.V.
- Landesbetriebssportverband Rheinland-Pfalz
- Saarländischer Betriebssportverband e.V.
- Landesbetriebssportverband Sachsen (VBSG Sparkasse Vogtland, Sachsen)
- Landesbetriebssportverband Sachsen-Anhalt (Betriebssportgemeinschaft Kreis-Stadt-Club Quedlinburg 93 (KSC), Sachsen-Anhalt)
- Landesbetriebssportverband Schleswig-Holstein e.V.
- Betriebssportverband NRW e.V.[1]
- Betriebssportverband Westfalen e.V.
- Baden-Württembergischer Betriebssportverband e.V.

Der Betriebssportverband NRW setzt sich aus den drei Landesverbänden Mittelrhein, Niederrhein und Westfalen zusammen. Der Landesbetriebssportverband Rheinland-Pfalz und der Saarländische Betriebssportverband haben sich zum Regionalverband Südwest zusammengeschlossen, der aber kein Mitglied im DBSV ist.

## Landesverbände in Österreich
Der Österreichische Betriebssportverband ist in folgende Landesverbände unterteilt und hat seinen Hauptsitz in Wien:
- Wien
- Niederösterreich
- Oberösterreich
- Salzburg
- Steiermark
- Kärnten
- Tirol
- Vorarlberg
- Burgenland

## Regionalverbände in der Schweiz
Der Schweizerische Firmensportverband ist in folgende Regionalverbände unterteilt:
- Basel
- Bern
- Freiburg
- Graubünden
- Innerschweiz
- Olten-Zofingen
- Ostschweiz
- Schaffhausen
- Solothurn
- Zürich